# Уста (Уренский район)
Уста́ — посёлок в Уренском районе Нижегородской области. Административный центр Устанского сельсовета.

## География
Посёлок находится у железнодорожной линии Нижний Новгород — Киров, на расстоянии примерно 4 км (по прямой) к юго-западу от города Урень, административного центра района.

### Часовой пояс
Посёлок Уста, как и вся Нижегородская область, находится в часовой зоне МСК (московское время). Смещение применяемого времени относительно UTC составляет +3:00.

## История
Посёлок начал застраиваться с 1912 года, старое название — Дурандино (по фамилии одного из первопоселенцев). Название Уста дано по местной речке. В 1924 году было учтено 30 жителей. В 1927 году начал работать леспромхоз. В 1929 году образован лесозавод. Впоследствии в разные годы работали межлесхоз, межхозлесхоз, колхоз «Красная Заря». В 1950—1953 годах действовал женский исправительно-трудовой лагерь.

## Население
| 2002 | 2010  |
| ---- | ----- |
| 2645 | ↘2531 |

### Национальный состав
Согласно результатам переписи 2002 года, в национальной структуре населения русские составляли 98 % из 2645 чел.

## Улицы
| - ул. 1 Мая, - ул. Байчикова, - ул. Беляева, - ул. Боровая, - ул. Вокзальная, - ул. Гагарина, - ул. Железнодорожная, - ул. Заводская, | - ул. Зелёная, - ул. Калинина, - ул. Карьерная, - ул. Кирова, - ул. Колхозная, - ул. Коммунистическая, - ул. Комсомольская, - ул. Кострова, | - ул. Ленина, - ул. Лесная, - ул. Лесоартельная, - ул. Линейная, - ул. Мира, - ул. Молодёжная, - ул. Нагорная, - ул. Новая, | - ул. Обозная, - ул. Октябрьская, - ул. Победы, - ул. Полевая, - ул. Советская, - ул. Спортивная, - ул. Труда, - ул. Школьная. |